# Chondrina oligodonta
Chondrina oligodonta é uma espécie de gastrópode  da família Chondrinidae.
É endémica de Itália.
Os seus habitats naturais são: áreas rochosas.
Está ameaçada por perda de habitat.